# Archives municipales de Lyon
Les Archives municipales de Lyon sont une direction de la ville de Lyon rattachée à la direction des affaires culturelles. Elles collectent, classent, conservent, communiquent et valorisent les archives publiques produites par la Ville de Lyon dans ses domaines de compétences, ainsi que des archives privées et iconographiques, des ouvrages et revues et de la documentation relatifs à l'histoire de Lyon. Les fonds conservés couvrent la période du Moyen Âge à nos jours. Le service propose également des activités de valorisation, sur place et en ligne : expositions, publications, ateliers et visites, conférences, podcasts, réseaux sociaux, blog, site Internet. Les Archives municipales de Lyon font partie du réseau des archives communales en France. Le bâtiment est situé 1, place des Archives à Lyon (2e arrondissement), près de la gare de Lyon-Perrache.

## Histoire

### La charte sapaudine, un acte fondateur
Le droit de conserver les archives fait partie des droits et franchises concédés par l’archevêque de Lyon Pierre de Savoie à la Ville de Lyon le 21 juin 1320 dans la charte sapaudine. « Premièrement que les citoyens de Lyon peuvent (...) détenir un coffre commun pour conserver leurs lettres, privilèges et autres instruments juridiques » (traduction de Louis Faivre d'Arcier). Parmi les autres droits et franchises, la commune de Lyon, représentée par des bourgeois, peut également élire des conseillers ou consuls pour s'administrer, lever certains impôts, organiser des gardes de nuit, prendre les armes, ou encore garder les clés et les portes de la ville.

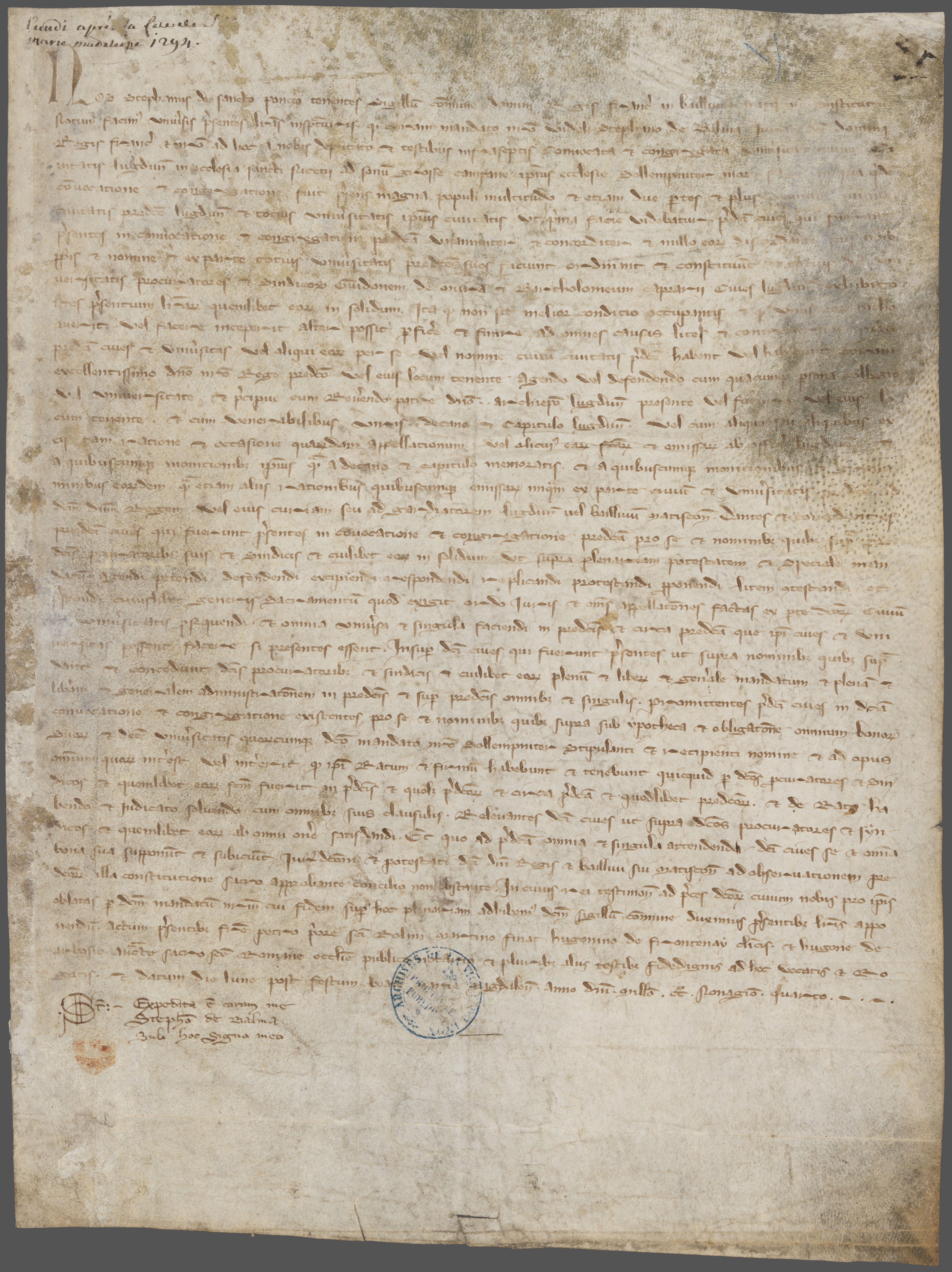
Procès-verbal d'élection consulaire, le plus ancien document des archives publiques de la Ville de Lyon (1294, cote AML : BB 367).
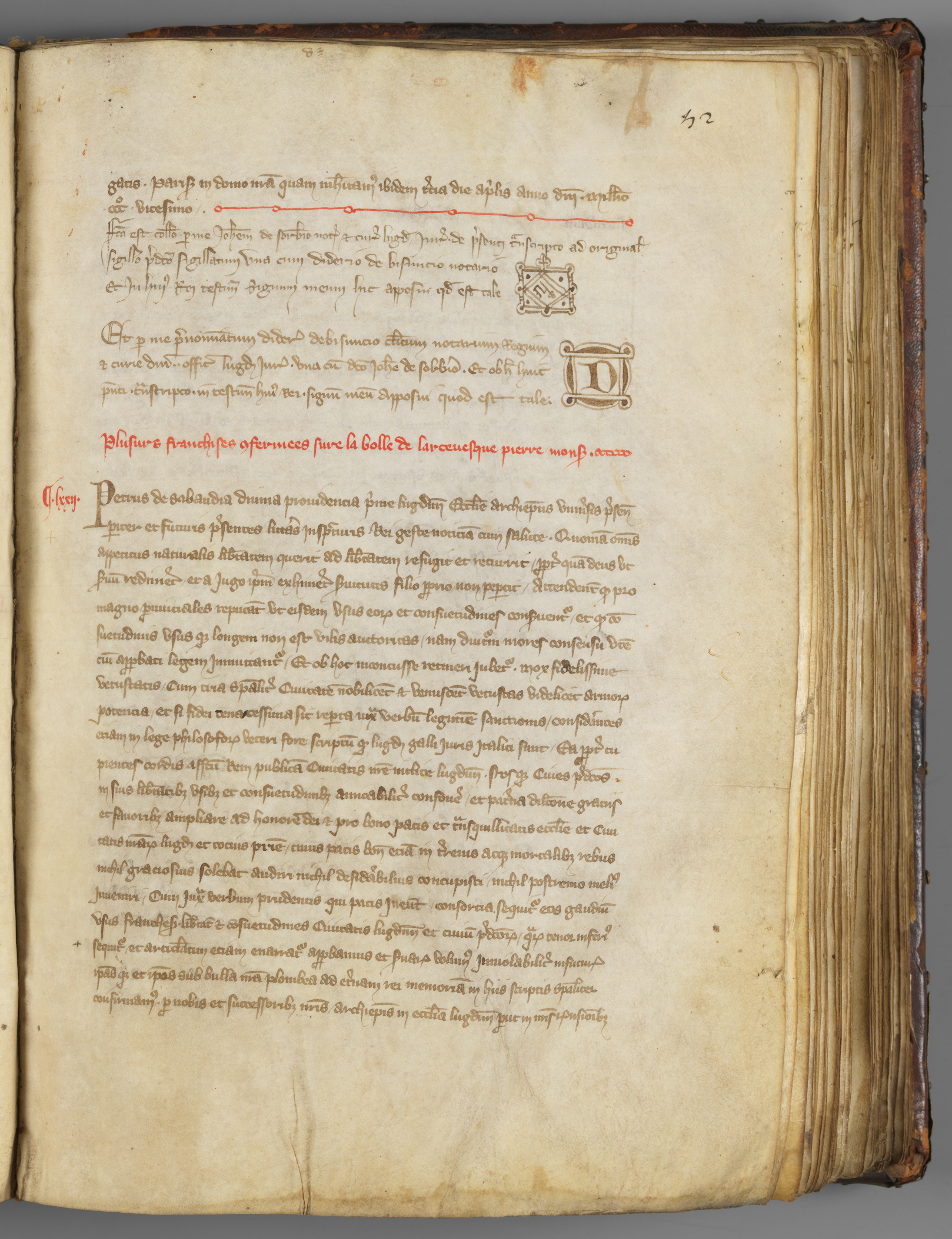
Charte sapaudine du 21 juin 1320, extraite du cartulaire d'Étienne de Villeneuve (cote AML : AA 1, folio 52r).
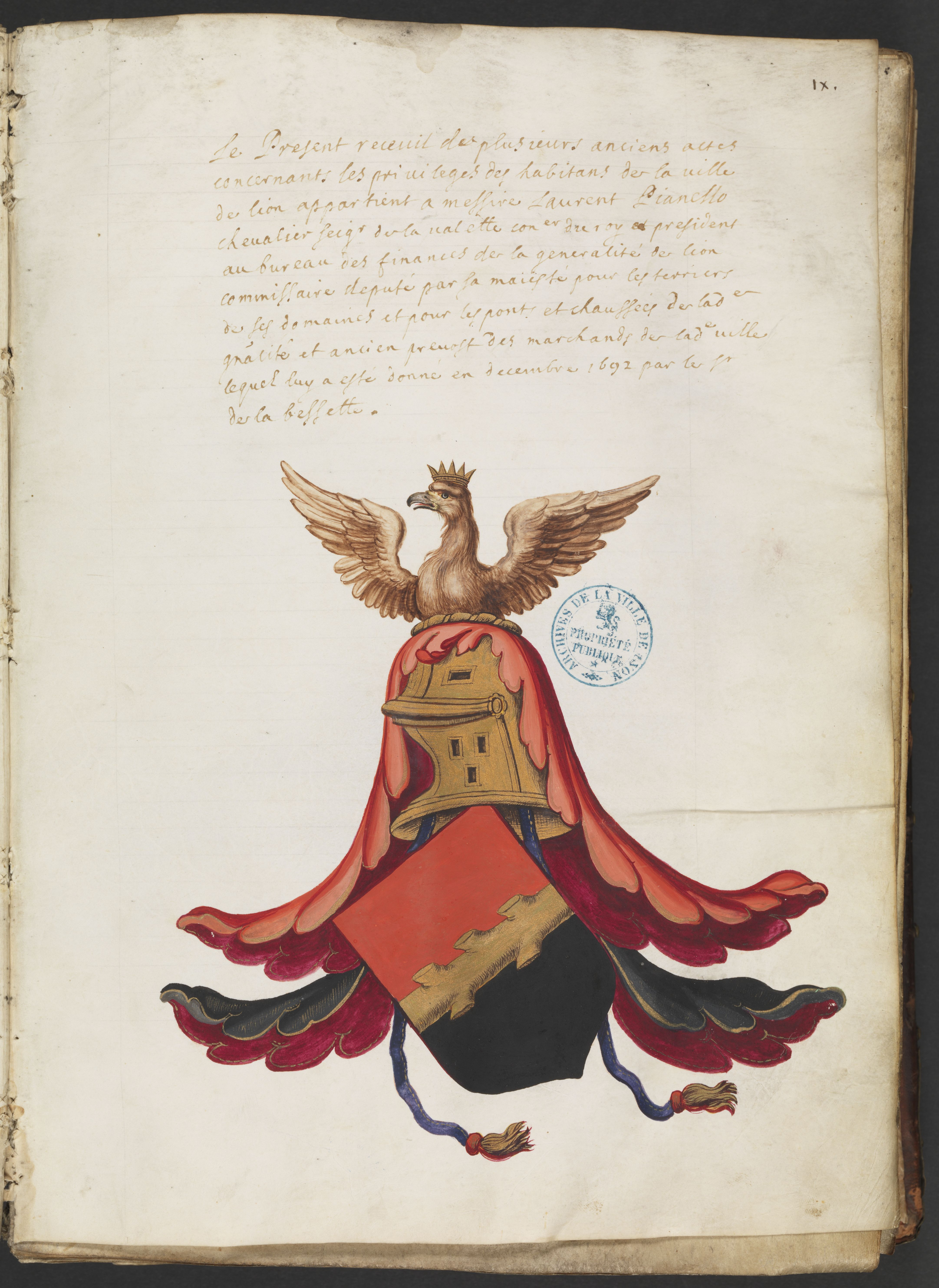
Le cartulaire d'Étienne de Villeneuve, 1er inventaire des Archives de Lyon, avec les armes de Laurent Pianello de La Valette (1336, cote AML : AA 1, folio IX).

L'original de cette charte est perdu, mais deux copies authentiques sont conservées aux Archives municipales de Lyon et aux Archives du département du Rhône et de la métropole de Lyon. La copie des Archives municipales de Lyon a été réalisée en 1336 sous la direction du consul Étienne de Villeneuve dans un cartulaire, qui regroupe les privilèges de la commune de Lyon et constitue le premier inventaire des Archives de Lyon. Chaque copie est authentifiée par deux notaires. Le texte de la charte est en latin, mais les rubriques (c’est-à-dire les titres des actes, écrits en rouge) sont en français.
La charte sapaudine n'est cependant pas le plus ancien document de la Ville de Lyon conservé aux Archives de Lyon. La revendication de droits par les bourgeois lyonnais débute à Lyon à la fin du XIIIe siècle, ce qui est tardif dans le contexte des chartes de franchises accordées par le pouvoir seigneurial aux communautés d'habitants depuis les années 1160. Les bourgeois lyonnais commencent à élire leurs représentants, les consuls, avant même d'en avoir le droit. Le plus ancien procès-verbal d'élection des consuls, également appelé syndicat, date ainsi de 1294.

### Dans le quartier Saint-Nizier
Du début du XIVe siècle jusqu’au milieu du XVIIe siècle, les archives accompagnent l’assemblée municipale dans ses déplacements successifs. Au XIVe siècle, elle ne possède pas encore de « maison commune ». Les archives, d’abord confiées à la garde de plusieurs conseillers, sont réunies pour être entreposées dans la chapelle Saint-Jacquême au sud-ouest de l’église Saint-Nizier, dont il ne reste plus trace. C’est dans cette chapelle qu’ont lieu principalement les assemblées du conseil municipal et que sont prises les délibérations consulaires.

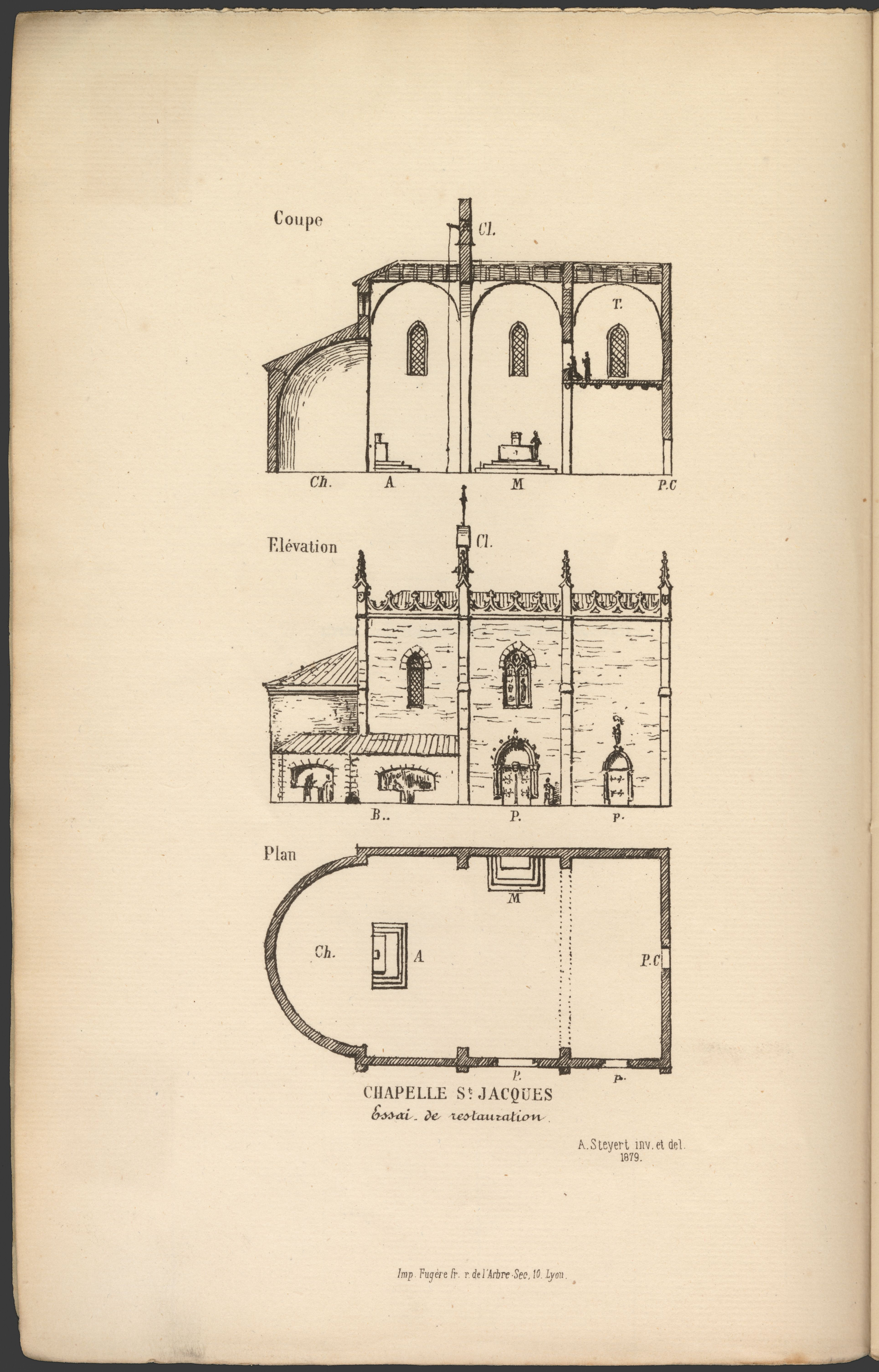
La chapelle Saint-Jacquême près de Saint-Nizier, restitution par André Steyert (1881, pl. 1).
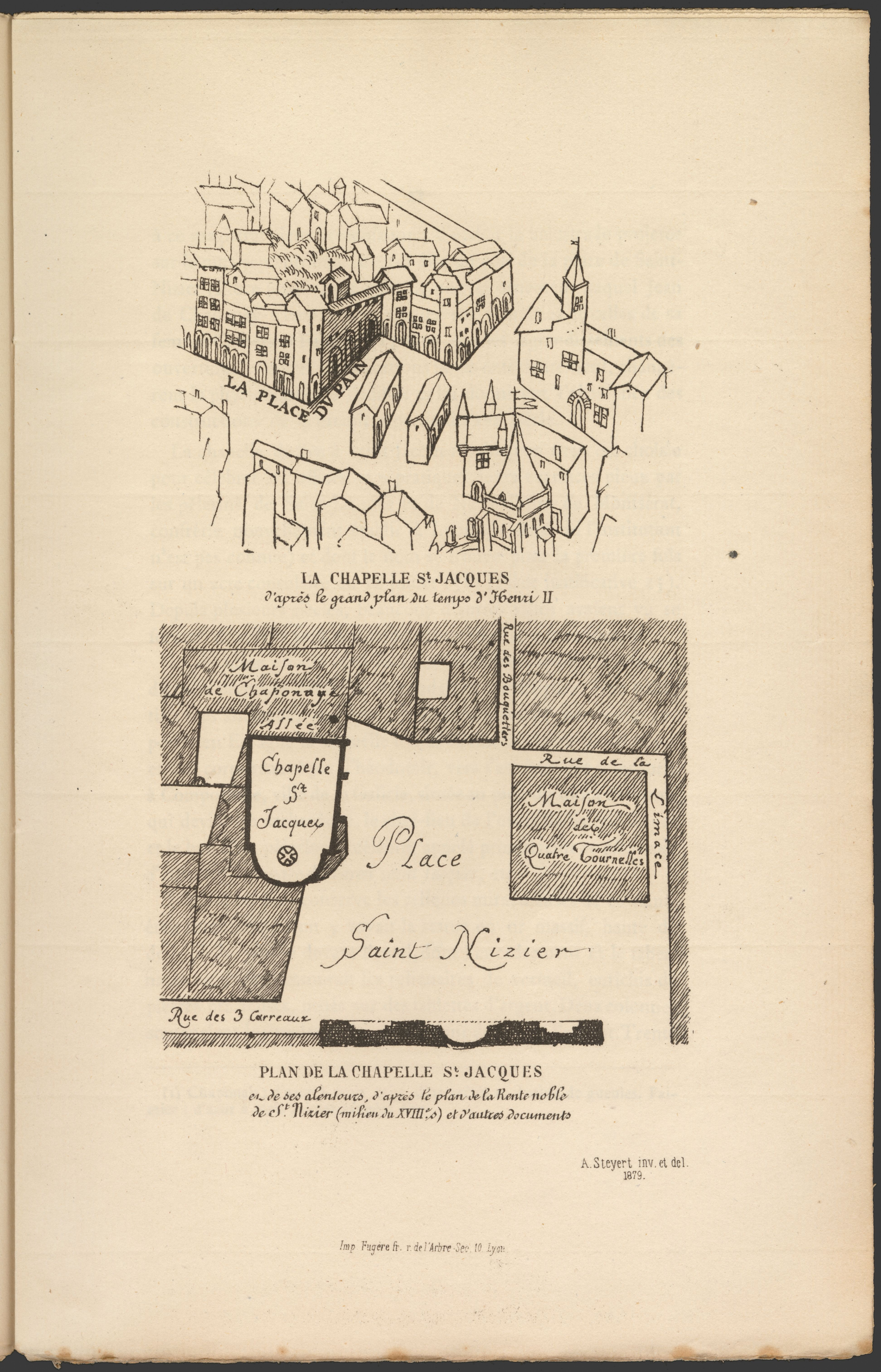
La chapelle Saint-Jacquême près de Saint-Nizier, restitution par André Steyert (1881, pl. 2).
Lieux de conservation successifs des Archives de Lyon dans le quartier Saint-Nizier, d'après un plan de Benoît Vermorel (vers 1881)

En 1424, celui-ci se dote d’une maison commune rue Longue, à l'angle de la rue de la Fromagerie sur le côté nord de l'église Saint-Nizier. Les archives n’y sont cependant transférées que quarante ans plus tard, en 1464, et de manière partielle. En 1467, une commission est nommée par la municipalité pour inventorier les archives. De vastes coffres, appelés « archebancs de bons noyer bien assaisonné et bien ovrez », sont commandés pour les conserver. Ils servent également de sièges aux élus et à l’administration. Il est décidé en 1508 d’y aménager une salle voûtée dédiée aux archives, mais à peine les travaux terminés, un incendie détruit une partie des documents conservés dans les combles dans la nuit du 19 mars 1513 : aux dégâts de l'incendie, qui concernent les dossiers des procès de la ville, s'ajoutent des vols d'archives comme des rôles de tailles ou les registres de la ville concernant la Rebeyne de 1436. Provisoirement stockées chez un élu de la Ville, les archives regagnent l’hôtel de la rue Longue pour ensuite déménager en 1569, dans de mauvaises conditions, à l’hôtel de Milan rue Grenette, près de la place des Cordeliers. Elles rejoignent de nouveau la maison rue Longue en 1576, avant de gagner en 1604 l’hôtel de la Couronne, rue de la Poulaillerie (actuel musée de l’Imprimerie). 
La transmission des archives dépend de ces déménagements successifs, mais aussi des événements comme les incendies ou la prise de Lyon par le baron des Adrets en 1562, qui entraînent des pertes et destructions dans les fonds. Les vols de documents sont également attestés dès le XIVe siècle. La gestion des archives est elle aussi en cause, marquant une évolution des années 1410 à 1520 : des années 1410 à 1440, il est de pratique courante que les procureurs et secrétaires du consulat chargés des archives conservent les documents chez eux, en les mêlant parfois avec leurs documents personnels, voire en refusant de les restituer à la fin de leurs fonctions. Les conseillers tentent d'y mettre bon ordre en conservant les clés des coffres où sont rangées les archives, en réclamant les papiers dispersés et en cherchant à les classer et inventorier. Cette tâche devient primordiale entre 1450 et 1480 du fait de l'augmentation de la mise par écrit des documents, qui permet de moins recourir à la mémoire des conseillers. Des inventaires sont commandés, sans pour autant être complets ni précis. Lors de la période suivante entre 1490 et 1510, les conseillers prennent conscience de l'importance de bien conserver les documents, de mieux y accéder et de les transmettre : achat d'armoires, reliures pour remédier aux vracs, prêts de copies et non d'originaux, rédaction d'inventaires et de listes, mais aussi normalisation dans la rédaction et la présentation des documents consulaires.

### A l'hôtel de ville

Salon des archives à l'hôtel de ville entre 1653 et 1860

Les archives se stabilisent enfin en déménageant en 1653 dans le nouvel hôtel de ville de Lyon de la place des Terreaux, bâti entre 1646 et 1672, sous la direction de l'architecte Simon Maupin. Une salle voûtée a été prévue pour les accueillir au 1er étage du bâtiment dans l'aile nord. Elle est protégée des incendies et des intrusions par des barreaux aux fenêtres et par une porte blindée à double battant, faite de bois recouvert de métal et munie de trois serrures. Cette porte protège en partie les archives lors de l'incendie du 13 septembre 1674, car le feu, qui s'est déclaré côté sud, se propage côté nord malgré l'aide active de la population. Des décors du salon des archives sont abîmés dans l'incendie et sa charpente est finalement abattue pour circonscrire le feu. Une partie des documents est évacuée et donc sauvegardée par deux commis secrétaires.
Durant la Révolution française, des archives concernant les titres de noblesse et de privilèges sont détruites sur le Champ de Mars dans la plaine des Brotteaux le 9 septembre 1792 : cela concerne notamment des portraits d'échevins et des arbres généalogiques. Le 24 pluviôse an IV (13 février 1796), des archives portant la trace de la féodalité sont brûlées sur la place des Terreaux. Les archives détruites restent connues grâce à l'inventaire en 23 volumes établi par Marc-Antoine Chappe dans la seconde moitié du XVIIIe siècle.
Le décret du 24 mars 1852, qui réunit à la ville de Lyon La Guillotière, La Croix-Rousse et Vaise et la divise en cinq arrondissements, a plusieurs conséquences sur les Archives de Lyon : si elles deviennent compétentes pour gérer les archives des trois anciennes communes, les conseillers municipaux élus sont dans le même temps supprimés et remplacés par une commission municipale nommée. Dans les faits, le préfet du Rhône administre la ville de Lyon et en 1856, après la mort de Claude-Louis Grandperret, archiviste en chef de la Ville de Lyon, un archiviste-adjoint à celui du département, Prosper Gauthier, devient responsable des archives municipales: il s'agit de l'érudit Fortuné Rolle, qui prend en charge les archives entre 1857 et 1875 et rédige des inventaires. 

Cette situation est aggravée par la restauration de l'hôtel de ville effectuée sous la direction de Tony Desjardins, afin d'adapter le bâtiment à l'arrivée de l'administration préfectorale, qui s'y installe de 1858 à 1890. Le salon des archives étant transformé en salle des banquets, les fonds d'archives sont transférés vers 1860 dans les greniers de l'hôtel de ville réaménagés pour les accueillir, mais où leur sécurité et leurs conditions de conservation sont nettement moins bonnes. Les Archives de Lyon ne retrouvent leur indépendance qu'en 1890 avec les nominations successives de Georges Guigue (1890-1910), Paul Rochex (1910-1913) et Jean Vermorel (1913-1934), mettant fin à une gestion commune qui a provoqué des mélanges avec les fonds départementaux et des soustractions. 

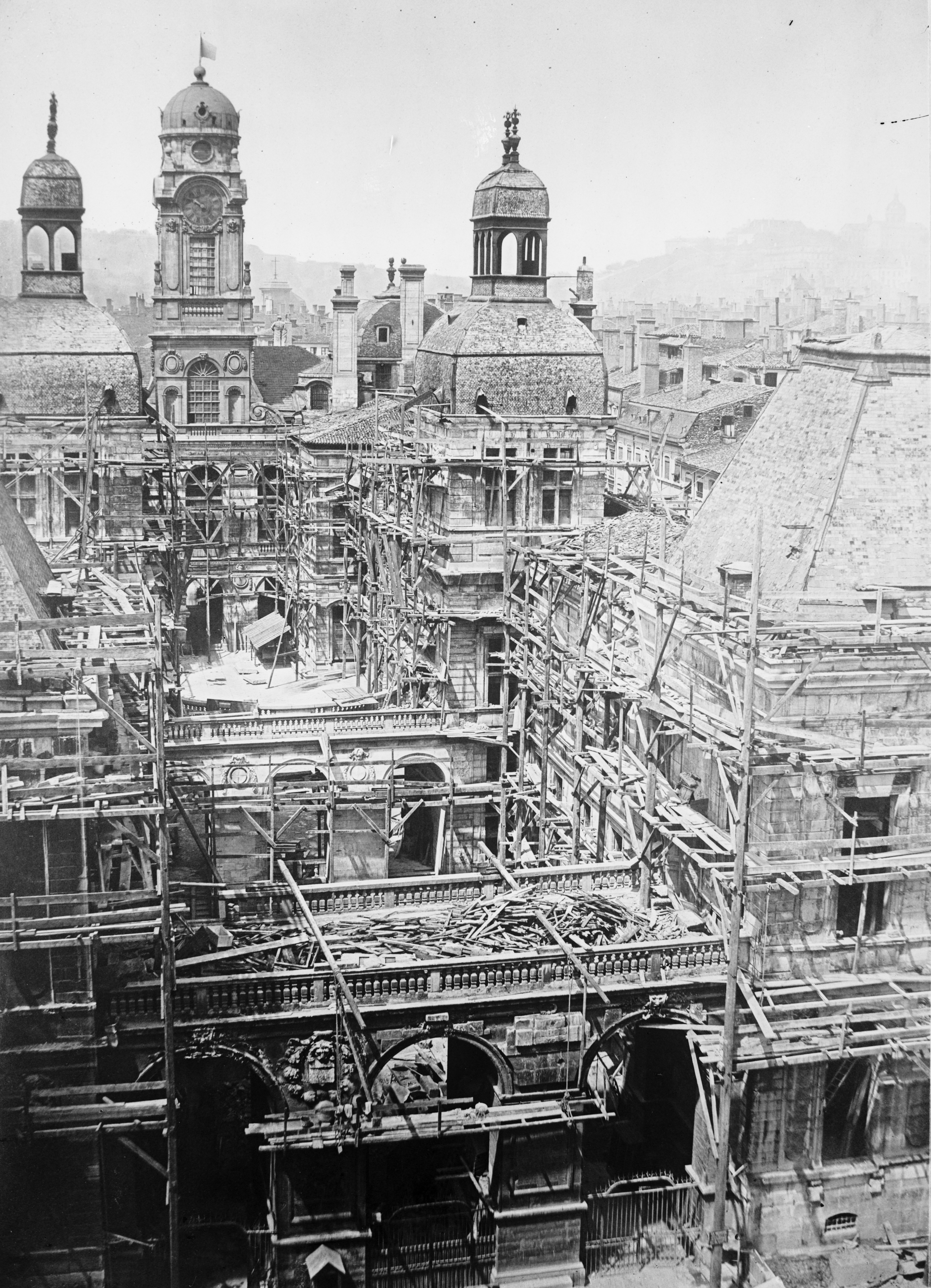
Travaux de restauration de l'hôtel de ville en 1857 sous la direction de Tony Desjardins
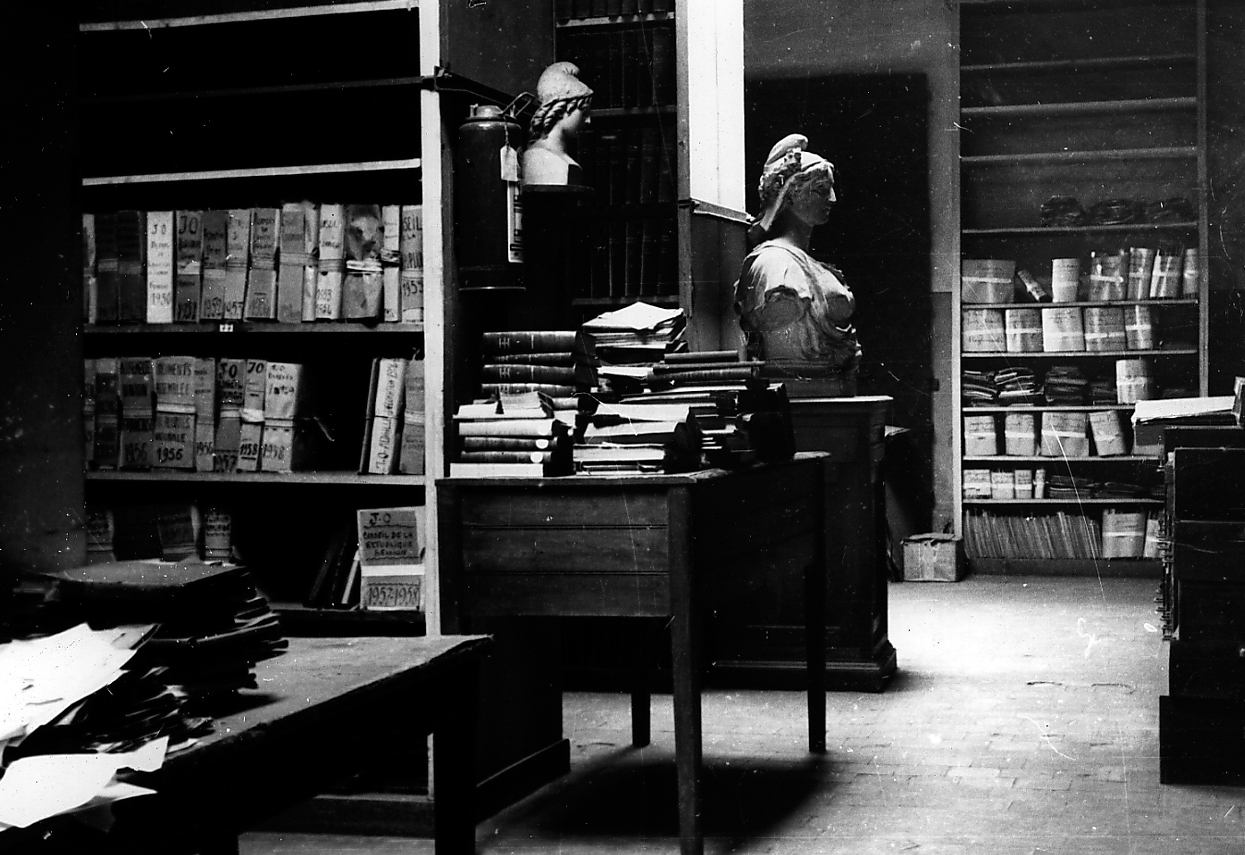
Les archives transférées dans les combles de l'hôtel de ville à partir de 1860
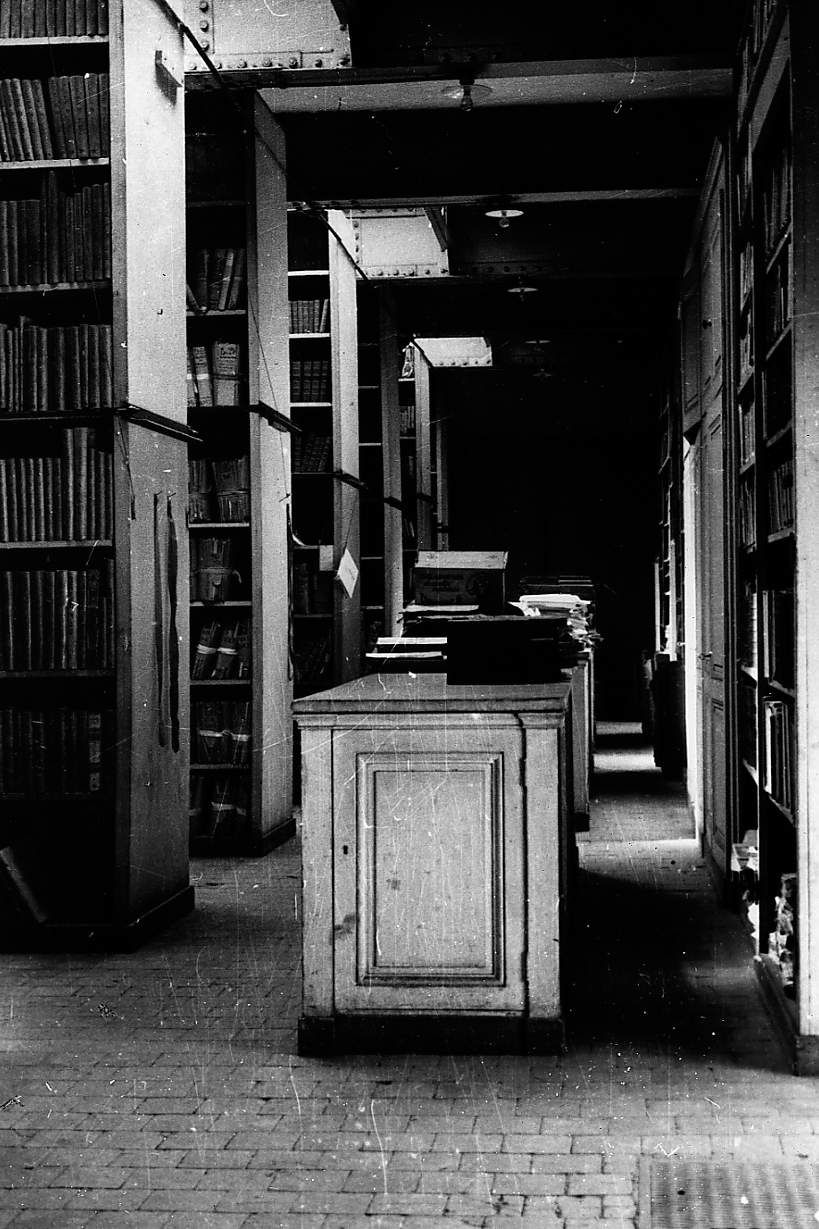
Les archives transférées dans les combles de l'hôtel de ville à partir de 1860

### Au Palais Saint-Jean
À la suite d'une inspection de la direction des Archives de France en 1925 par l'inspecteur Alexandre Vidier, ce dernier recommande que les Archives de Lyon soient dirigées par un archiviste paléographe : ce conseil résulte d'un souhait plus large de professionnalisation des personnes chargées des archives en France. L'inspecteur souligne également les problèmes d'accès et de sécurité des documents. Ses recommandations aboutissent à une décision lourde de conséquences : les Archives de Lyon sont pour partie placées sous l'autorité de la Bibliothèque municipale de Lyon. Son directeur, Henry Joly, en devient le conservateur en 1934. 
Les fonds confiés à la bibliothèque concernent les archives anciennes antérieures à 1790, ainsi qu'une partie des archives modernes jusqu'en 1870 (séries D, H et I). Ces fonds rejoignent en 1934 la bibliothèque au palais Saint-Jean, tandis que les archives modernes postérieures à 1870 restent à l'hôtel de ville jusqu'en 1974. Au départ de la bibliothèque municipale dans son nouveau bâtiment à la Part-Dieu, les fonds sont de nouveau réunis dans un même lieu. 
L’emplacement du palais Saint-Jean dans la ville s’est révélé à plus d’un égard bénéfique pour la fréquentation du service par le public et la diffusion des archives. En revanche, en matière de collecte et de conservation des documents, les locaux ont atteint très tôt leur capacité de stockage et ont toujours présenté de graves inconvénients du fait de la non adaptation des magasins aux documents d’archives. Malgré l’aménagement et la conversion en magasins d’une partie de l’espace souterrain dégagé par la construction du métro de l’avenue Adolphe-Max, les Archives ont dû cesser d’accueillir les versements des services de la ville, faute de place suffisante. À ces dysfonctionnements, s’ajoutait un risque majeur d’incendie dû à la présence d’une cour intérieure transformée en silo métallique de bibliothèque depuis 1911 dénommée « la cage » et équipée de rayonnages en bois.

### Aujourd’hui, à Perrache
Le 19 janvier 1998, le conseil municipal prenait la décision de transférer les archives de la Ville sur un nouveau site, proche de la gare de Perrache.
Les Archives municipales ont ainsi ouvert leurs portes au public le 1er octobre 2001 dans un bâtiment entièrement restructuré qui avait été le premier centre de tri postal de « Lyon gare», construit au début du XXe siècle, à proximité immédiate de la gare de Perrache, par l’architecte Jean Clapot qui le réalise dans le goût classique du temps. C’est un quadrilatère organisé autour d’une cour intérieure, dont les façades sur les rues Dugas-Montbel et Gilibert sont particulièrement soignées.
Le nouveau projet architectural conduit par Albert Constantin a redonné une nouvelle vie à ce bâtiment, au service de la mémoire. En conservant l’ordre architectural des façades du début du XXe siècle, il révèle l’harmonie et l’équilibre des élévations ; il permet de retrouver la conception originelle autour d’une cour centrale, qui devient la salle d’exposition et d’utiliser certains des beaux volumes comme ceux de la nouvelle salle de lecture. Derrière le classicisme des façades, c’est un bâtiment moderne et fonctionnel qui réunit des conditions optimales pour la conservation du patrimoine lyonnais et l’accès du public.
Le vaste hall d’accueil est conçu comme un lieu d’expression et de communication derrière une façade de verre qui joue la transparence et donne tout son sens à la réhabilitation du bâtiment. Elle s’ouvre sur un nouvel espace public dénommé place des Archives le 22 novembre 2007 et inauguré officiellement le 6 octobre 2010.
Le choix qui a conduit à implanter un lieu de conservation de la mémoire dans un vaste espace urbain en mutation, première pierre d’un vaste chantier qui s’ouvre pour une génération n’est pas dénué de symbolique. C’est affirmer le lien entre mémoire et projet, entre traits de plume et lignes de verre ou de béton, entre patrimoine séculaire et création, entre passé et devenir.

## Organisation et missions

### Statut
Les Archives municipales de Lyon sont une direction de la Ville de Lyon, rattachée à la direction des affaires culturelles.

### Organigramme
Le service compte plus de 35 agents et est organisé en cinq pôles : administration (accueil, ressources humaines, administration et finances, communication), logistiques (bâtiment, atelier technique, atelier de restauration), gestions des fonds (collecte et traitement des archives publiques, privées, iconographiques et de la bibliothèque ; informatique documentaire), médiation et accès aux documents (salle de lecture, médiation permanente, atelier de numérisation, valorisation en ligne), expositions (conception, scénographie et médiation temporaire).

### Liste des archivistes de la ville de Lyon
Cette liste a été établie en partie à partir de l'ouvrage de Léopold Niepce sur l'histoire des Archives de Lyon. Pour les premiers d'entre eux, les dates d'existence et de fonction restent incomplètes ou inconnues. Jusqu'en 1802, la fonction d'archiviste de la Ville de Lyon n'a pas été occupée de façon continue. En effet, à Lyon comme ailleurs en France, le métier d'archiviste se professionnalise à la fin XVIIIe siècle.
| Nom                                         | Titre                                                                                              | Dates d'existence | Dates de fonction | Observations |
| ------------------------------------------- | -------------------------------------------------------------------------------------------------- | ----------------- | ----------------- | --- |
| Étienne de Villeneuve                       | |                   |                   | Étienne de Villeneuve, marchand drapier, est l'un des notables les plus influents de la Ville, conseiller en 1328, 1336, 1338 et 1341, mort de la peste en 1348. Il regroupe les principaux droits et privilèges de Lyon dans un cartulaire (1336, cote AA 1), 1er inventaire des Archives de Lyon. Il a agi "par amour du commun, seinz remuneracion aucune". |
| Jean de Beaumont                            | |                   | 27/03/1406-?      | Il réalise pendant 10 jours un inventaire des coffres de la chapelle Saint-Jacquême, qui comprend 30 folios. |
| Maître Pierre Grolier                       | Procureur général de la Ville                                                                      |                   | 1574-?            | Participe à partir de 1574 à la remise en ordre des archives à la suite de la gestion de la Ville par les protestants en 1562-1563. |
| Claude de Rubys                             | Procureur général de la Ville                                                                      | 1553-1613         | ?-1613            | Participe à partir de 1574 à la remise en ordre des archives à la suite de la gestion de la Ville par les protestants en 1562-1563. S'appuie sur les archives pour publier en 1573 Les privilèges, franchises, et immunitez octroyés par les roys très chrestiens aux consuls, eschevins, manans et habitans de la ville de Lyon et en 1604 son Histoire véritable de la ville de Lyon. Catholique fervent, il participe aux "vêpres lyonnaises" (Saint Barthélémy) en 1572 et à la Ligue catholique à Lyon. |
| Jean Ravot                                  | Secrétaire de la Ville                                                                             |                   |                   | Participe à partir de 1574 à la remise en ordre des archives à la suite de la gestion de la Ville par les protestants en 1562-1563. |
| Guyot de Massot                             | Receveur de la Ville                                                                               |                   |                   | Participe à partir de 1574 à la remise en ordre des archives à la suite de la gestion de la Ville par les protestants en 1562-1563. Catholique fervent, il participe aux "vêpres lyonnaises" (Saint Barthélémy) en 1572 et à la Ligue catholique à Lyon. |
| Benoît du Troncy                            | Secrétaire de la Ville                                                                             | ?-1589 ?          | ?-1589 ?          | Notaire à Lyon (1554-1589), « destitué à l’avènement de Henri IV à cause de son ardeur pour la Ligue, auteur d'un Formulaire fort récréatif de tous contracts, donations, testamens »…. Il avait emporté beaucoup d'archives chez lui et la Ville les fit récupérer à sa mort. |
| M. de Saillans                              | Secrétaire de la Ville                                                                             |                   | 1599 ?-1601       | |
| M. de Glareins                              | Secrétaire de la Ville                                                                             |                   | 1661-1680         | Achève en 1664 un inventaire des archives constitué d'un volume in-folio de 539 feuillets, couvert de basane avec ligatures. |
| Maître Renaud                               | Secrétaire de la Ville                                                                             |                   | 1680-1694         | |
| Maître Perrichon                            | Secrétaire de la Ville                                                                             |                   | 1705-1730         | |
| Abbé Benoît                                 | Archiviste                                                                                         |                   | 1730-1746         | « Tombé en démence » en 1746, l'ouvrage qu'il s'était engagé à faire était « très peu avancé » [réf Niepce à insérer] |
| Marc-Antoine Chappe                         | Archiviste                                                                                         | ?-1781            | 1746-1781         | Avocat, ancien échevin, il est choisi pour la remise en ordre des archives parce que « ex-consul, gradué, dont la probité, l'habitude et l'expérience dans les affaires de la Ville » [réf Niepce à insérer] étaient reconnues. Auteur d'un monumental inventaire en 23 volumes qui sert encore de fil conducteur à travers les archives anciennes. La Ville de Lyon le rémunère 4 000 francs par an et lui adjoint quatre commis : Besuchet, Philis, Fourton et Poulain. |
| ??                                          | |                   | 1781-1789         | Interdiction par le Consulat au garde des archives de communiquer des documents sans son autorisation, y compris au prévôt des marchands et aux échevins. |
| ??                                          | |                   | 1789-1796         | Création des communes en 1790 à la suite des paroisses. Loi du 20 septembre 1792, qui transfère aux maires la gestion de l'état civil et des archives antérieures à la Révolution française. 24 pluviôse an IV (13/02/1796) : procès-verbal d'incinération de papiers concernant les privilèges de la Ville de Lyon. 15 fructidor an IV (1/09/1796) : le ministère de l'Intérieur décide de réunir les archives de la municipalité unique aux Archives départementales du Rhône. |
| Ferrand                                     | Archiviste du département du Rhône, archiviste de la ville de Lyon                                 |                   | 1802-?            | 26 ventôse en X (17 mars 1802) : le préfet du Rhône nomme Ferrand, archiviste du département, avec une prise en charge financière partagée entre le département du Rhône et la Ville de Lyon. |
| Bertholon                                   | Archiviste de la Ville de Lyon                                                                     |                   | 1802?-1806        | La Ville de Lyon ne vote pas la prise en charge de Ferrand et désigne Bertholon. |
| Abbé Jean-Nicolas Sudan                     | Archiviste en chef de la Ville de Lyon                                                             | 1761-1827         | 1806-1824         | Cet érudit étudie l'histoire de Lyon et laisse des notes conservées aux Archives de Lyon (sous-série 41II). Il emporte de nombreux documents chez lui, qui sont vendus pas ses héritiers. |
| H. (?) Morel de Voleine                     | Archiviste en chef de la Ville de Lyon                                                             |                   | 1825-1829         | Auteur de nombreux articles sur l'histoire de Lyon publiés dans les Archives historiques et statistiques du département du Rhône. |
| Jean-Baptiste Carrand, dit « Carrand Aîné » | Archiviste en chef de la Ville de Lyon                                                             | 1792-1871         | 1829-1832         | Il a pour adjoint Paret en 1831-1832. Possesseur d'une remarquable collection d'objets d'art du Moyen Âge et de la Renaissance, qui fait aujourd'hui la fierté du musée du Bargello de Florence, à qui son fils Louis (différent de Louis-Hilaire, celui de la rue) l'a léguée. |
| Brosse                                      | Archiviste en chef de la Ville de Lyon                                                             |                   | 1832              | Il a pour adjoint Paret. |
| Paret                                       | Archiviste en chef de la Ville de Lyon                                                             |                   | 1833-1836 ?       | Il a pour adjoint Godemard. |
| Godemard                                    | Archiviste en chef de la Ville de Lyon                                                             |                   | 1836-1839         | |
| Vernange                                    | Archiviste en chef de la Ville de Lyon                                                             |                   | 1839              | Il établit le répertoire général des affiches (1502-1832) par ordre alphabétique de matières et par dates, ainsi que le catalogue des plans. |
| Claude-Louis Grandperret                    | Archiviste en chef de la Ville de Lyon                                                             | 1791-03/11/1854   | 1840-1854         | Écrivain, publiciste, membre de l'Académie des sciences, belles-lettres et arts de Lyon dont il écrivit l'histoire, inspecteur des écoles primaires. Moins connu que son fils, qui eut une dimension nationale comme conseiller d'état, garde des sceaux et ministre. Il a pour adjoint Barre (1848-1852). |
| Vacher                                      | |                   | 1855-1856         | Vacher est 1er commis d'archives (1855-1856). |
| Prosper Gauthier                            | Archiviste du département du Rhône, archiviste en chef de la ville de Lyon                         | ?-1877            | 1857-1877         | Union aux Archives départementales du Rhône (1852-1889) : en raison de la suppression de la mairie, les archives de la Ville sont unies à celles du Département et confiées à l'archiviste départemental. Simple employé de commerce, il adresse le 19/01/1855 un rapport sur les archives au secrétaire général de la préfecture du Rhône, qui dresse un bilan des fonds et de ses prédécesseurs. Il a pour adjoint Fortuné Rolle (1857-187?), érudit qui commence l'inventaire-sommaire des archives communales antérieures à 1790, ainsi que l'inventaire-sommaire des archives hospitalières antérieures à 1790. Vacher est son chef de bureau (1857-1875) et participe au récolement de toutes les archives. Marie-Claude Guigue prend la suite de Fortuné Rolle (1874-1877). |
| Marie Claude Guigue                         | Archiviste-paléographe, archiviste du département du Rhône, archiviste en chef de la ville de Lyon | 1832-1889         | 1878-1888         | Chartiste, percepteur, vérificateur des poids et mesures, archiviste de l'Ain, puis du Rhône et de Lyon. Il a pour adjoint Vaesen (1878-1882), Bellemain (1883-1884 ?) et son fils Georges Guigue (1883-1889). Son chef de bureau est Véricel (1883-1886) puis Favier (1887-1888) et le service compte un à deux employés. Benoît Vermorel (1814-1885), voyer principal de la Ville de Lyon (1854-1870), est détaché aux Archives de Lyon en 1881 mais travaille déjà depuis 20 ans sur les documents municipaux pour reconstituer l'historique des parcelles à Lyon. Il publie en 1879 un historique des rues de Lyon et réalise une partie de son plan topographique et historique de Lyon en 1350.                                                                              |
| Georges Guigue                              | Archiviste-paléographe, archiviste du département du Rhône, archiviste en chef de la ville de Lyon | 1861-1926         | 1889-1926         | Fils du précédent. Chartiste, archiviste de l'Ain (1873-1877), puis du Rhône et de Lyon. Grâce aux archives, il rédige de nombreux mémoires sur l'histoire de Lyon. Il a pour chef de bureau Favier et le service compte un employé. |
| Paul Rochex                                 | Archiviste                                                                                         | 1863-1916         | 11/11/1910-1912   | Ancien secrétaire d'Édouard Herriot de 1893 à 1895, avocat jusqu'en 1913. Auteur d'un article sur l'histoire des archives et d'un ouvrage sur l'hôtel de ville de Lyon. |
| Jean Vermorel                               | Archiviste                                                                                         | 1875-1942         | 1912-1934         | Bibliothécaire puis archiviste de la Ville, c'était un homme de lettres auteur de romans et contes, également tourné vers les actions sociales ; il a fondé la Société d'Éducation populaire. |
| Henry Joly                                  | Bibliothécaire, archiviste-paléographe                                                             |                   | 1934-1954         | Union des Archives à la bibliothèque municipale de Lyon entre 1934 et 1959. En plus de la direction de la bibliothèque, Henri Joly est conservateur des archives historiques (sans traitement). |
| Alice Joly                                  | Archiviste-paléographe                                                                             |                   | 1954-1959         | Travaille sous le contrôle de son mari Henry Joly. Chargée de 1933 à 1940 d'une mission de classement des archives à titre d'auxiliaire ; de 1946 à 1954 à titre de contractuelle ; de 1954 à 1957 à titre d'archiviste à 2/3 de temps. Nommée archiviste municipale en octobre 1957 à la demande de la Direction des Archives de France, avec pour mission la réorganisation et la réunification des fonds. Demande en novembre 1958 à être déchargée des archives modernes pour raisons de santé. Elle achève le classement de la série CC (finances communales) en publiant les volumes 4 (1949) et 5 (date à vérifier) de l'inventaire. Elle classe également la série EE (affaires, militaires, 1938) et la série I (police, justice, 1955).                                  |
| Henri Hours                                 | Archiviste-paléographe                                                                             | 1926-2017         | 1959-1988         | Met en place le service des Archives, sa classification systématique et de précieux fichiers documentaires et bibliographiques. |
| Jeanne-Marie Dureau                         | Archiviste-paléographe                                                                             | 1938-2022         | 1989-2000         | Met en place une politique active d'expositions temporaires au Palais Saint-Jean, accompagnée de catalogues scientifiques. Elle lance l'informatisation du service, ainsi que son déménagement dans le centre de tri postal de Perrache. |
| Anne-Catherine Marin                        | Archiviste-paléographe                                                                             | 1956-             | 2000-2015         | Suit le chantier de réhabilitation du centre de tri postal et pilote le déménagement des archives en 2001. Suit le chantier d'extension entre 2002 et 2010. Développe la politique d'expositions temporaires. |
| Louis Faivre d'Arcier                       | Archiviste-paléographe                                                                             | 1975-             | 2015-             | Renforce le pôle collecte auprès des services de la Ville de Lyon. Fait évoluer l'informatisation du service (logiciel Mnesys en janvier 2017) et les outils en ligne : base de données en ligne en septembre 2020, nouveau site Internet en mars 2021, présence accrue sur les réseaux sociaux. Développe les partenariats scientifiques. |

### Missions
Les services d'archives ont pour « missions de collecter, de conserver, d'évaluer, d'organiser, de décrire, de communiquer, de mettre en valeur et de diffuser des archives publiques ».
Les Archives municipales de Lyon assurent ces missions pour l'ensemble des archives publiques produites par les services municipaux et des élus de La Ville de Lyon. Elles collectent également des archives privées et des ouvrages sur l'histoire de Lyon : ces archives proviennent de particuliers, de familles, d'associations, d'entreprises ou d'autres institutions ayant un lien avec l'histoire lyonnaise. Les archives privées entrent par dons, dépôts, legs, achats ou dations.
« Le seul moyen de la longue durée d’une cité florissante, sont les archives (…) lesquelles tiennent les citoyens advertis de tout ce qui a passé ».
Gravée sur la façade de verre des Archives de Lyon, cette phrase de Guillaume Paradin, l'un des premiers historiens lyonnais, est adressée à chaque visiteur et l'invite à consulter les archives pour exercer ses droits de citoyen. Elle préfigure l'esprit de la loi du 7 messidor an II (25 juin 1794), qui organise les archives de la République et prévoit que « tout citoyen pourra demander, dans tous les dépôts, aux jours et aux heures qui seront fixés, communication des pièces qu’ils renferment ; elle leur sera donnée sans frais et sans déplacement… ». L'accès aux archives doit donc être perçue comme un principe démocratique fondamental, trouvant racine dans la Déclaration des Droits de l’Homme et du Citoyen de 1789 : « la société a le droit de demander compte à tout agent public de son administration. »
Elle affirme la permanence de la raison d’être des archives, qui est définie par le code du Patrimoine : « la conservation des archives est organisée dans l'intérêt public tant pour les besoins de la gestion et de la justification des droits des personnes physiques ou morales, publiques ou privées, que pour la documentation historique de la recherche ».

## Fonds conservés
Conservées depuis la fin du XIIIe siècle, les archives de Lyon occupent actuellement 17 kilomètres linéaires de rayonnages.
Aux côtés des archives publiques produites par l’administration municipale depuis l’origine, des archives privées (de familles, d’entreprises, d’architectes, d'artistes, de photographes…) viennent enrichir les sources de l’histoire lyonnaise. Dans ce cadre, les Archives de Lyon conservent les archives des Hospices civils de Lyon, qui représentent un fonds exceptionnel. D’une part, elles constituent la mémoire de l’activité des différents établissements, comme l’Hôtel-Dieu et l’hôpital de la Charité, qui ont œuvré au service de la population dans les domaines de l’assistance et de la santé depuis la Renaissance jusqu’à la Seconde Guerre mondiale. D’autre part, elles viennent enrichir les fonds déjà existants dans les domaines du développement urbain lyonnais, intimement lié à la maîtrise foncière de ce grand établissement public communal.
Les fonds figurés sont importants en volume et en qualité : plus de 100 000 photos dont 12 000 cartes postales, 40 000 affiches, plus de 100 000 cartes et plans, ainsi que des maquettes.
Une bibliothèque à dominante historique, riche en brochures administratives locales depuis le XVIIIe siècle et en dossiers documentaires, permet une première approche de l'histoire lyonnaise.

### Ouvrages sur l'histoire de Lyon
- Guillaume Paradin, Mémoires de l'histoire de Lyon : avec une table des choses mémorables contenues en ce présent livre, Lyon, 1573, 444 p. (lire en ligne).
- Caroline Fargeix, Les élites lyonnaises du XVe siècle au miroir de leur langage : pratiques et représentations culturelles des conseillers de Lyon, d’après les registres de délibérations consulaires, Paris, De Boccard, coll. « Romanité et modernité du droit », 2007, V-657 p. Sur les archives consulaires entre 1416 et 1520, voir en particulier le chapitre 3 : "Archives et documents consulaires" (p. 158-226).
- Paul Chopelin et Pierre-Jean Souriac, Nouvelle histoire de Lyon et de la métropole, Privat, coll. « Histoire des villes et des régions : histoire », 2019, 958 p. (ISBN 978-2-7089-8378-6).
- Louis Faivre d’Arcier, Bruno Galland et Pierre-Jean Souriac, Lyon et la charte sapaudine (XIVe – XVIIIe siècle) : Traduction et analyse, Lyon, novembre 2020, 112 p. (ISBN 2-908949-50-4).

### Ouvrages et brochures sur les Archives de Lyon
- Claudius Brouchoud, Les archives du département du Rhône et de la ville de Lyon, Lyon, Metton, 1869, 15 p.
- Léopold Niepce, Les archives de Lyon municipales, départementales, judiciaires, hospitalières et judiciaires, Henri Georg, 1875, 728 p. (lire en ligne).
- Vital de Valous, La chapelle de Saint-Jacquême ou de Saint-Jacques de Lyon : Notice rédigée sur les documents originaux par V. de Valous avec un essai de restitution figurée par A. Steyert, Lyon, Auguste Brun, 1881, 62 p.
- Paul Rochex, « Archives municipales », dans Edouard Herriot, Lyon et la région lyonnaise en 1906, Lyon, A. Rey et Cie, 1906, p. 538-544.
- Archives municipales de Lyon, Guide du lecteur, Lyon, Archives municipales de Lyon, 1990, 48 p.
- Jeanne-Marie Dureau, « Les Archives municipales de Lyon », dans Collectif, Le Palais Saint-Jean, Lyon, Archives municipales, 1992, p. 19-24.
- Gérard Corneloup, « Archives municipales », dans Patrice Béghain, Bruno Benoît, Gérard Corneloup, Bruno Thévenon, Dictionnaire historique de Lyon, Stéphane Bachès, 2010, p. 64-65.
- Jérémie Fontaine, Les archives du consulat lyonnais (XVIe-XVIIe siècles) (Mémoire de Master 1 Recherches sous la direction de Pierre-Jean Souriac), Lyon, Université Jean-Moulin Lyon 3, 2023, 170 p. (lire en ligne [PDF])

### Articles
Revues internes de la ville de Lyon
- Ville de Lyon, « Archives anciennes - Perspectives nouvelles : des "archebancs" au puits Adolphe-Max », Bulletin municipal officiel de la Ville de Lyon, no 4745,‎ 2 avril 1989, p. 2e et 3e de couverture.
- Communication interne de la ville de Lyon, « Les Archives : la mémoire de la ville. Visite guidée du Palais Saint-Jean », Mairie Magazine, no 6,‎ octobre 1991, p. 7-9.

#### La Gazette des archives
- Jeanne-Marie Dureau, « La numérisation des plaques de verre de la voirie municipale de Lyon », La Gazette des archives, nos 180-181,‎ 1998, p. 33-37 (lire en ligne).
- Anne-Catherine Marin, « Les archives « historiques » des Hospices Civils de Lyon (HCL) », La Gazette des archives, no 205,‎ 2007, p. 27-42 (lire en ligne).
- Tristan Vuillet, « Aide mémoire(s), les Archives de Lyon s'engagent », La Gazette des archives, no 197,‎ 2005, p. 57-61 (lire en ligne).
- Anne-Catherine Marin, « Archivistes, tous médiateurs ? Petites réflexions sur les pratiques professionnelles », La Gazette des archives, no 247,‎ 2007, p. 145-152 (lire en ligne).

#### BlogHistoires lyonnaises
Anne Forest, « Les mille mues des archives lyonnaises », Blog Histoires lyonnaises,‎ 8 juin 2017 (lire en ligne).